# 阿爾托納 (內布拉斯加州)
阿爾托納（英語：Altona）是位於美國內布拉斯加州韋恩縣的非建制地區。

## 歷史
阿爾托納的郵局於1898年設立，其後於1935年停運。

## 地理
阿爾托納所處的海拔為高於海平面467米（即1532英呎），而該地所採用的時區為UTC-6，即北美中部时区（CST）。同時該地設有夏令時間，為UTC-6調快一小時，即UTC-5（CDT）。